# Waterframe

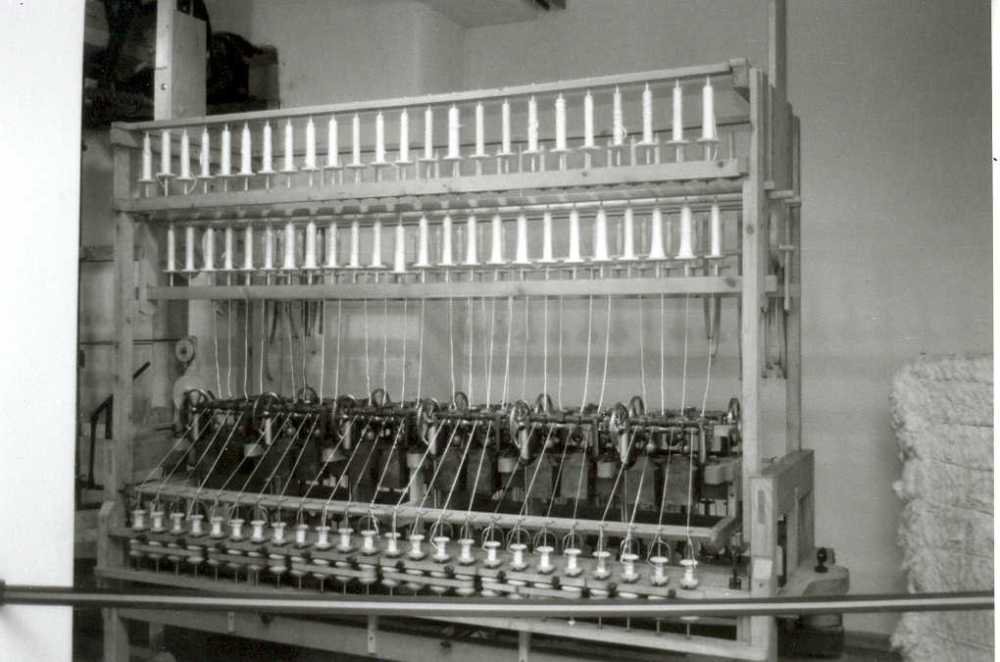
Waterframe in einer für die Kinderarbeit notwendigen Größe

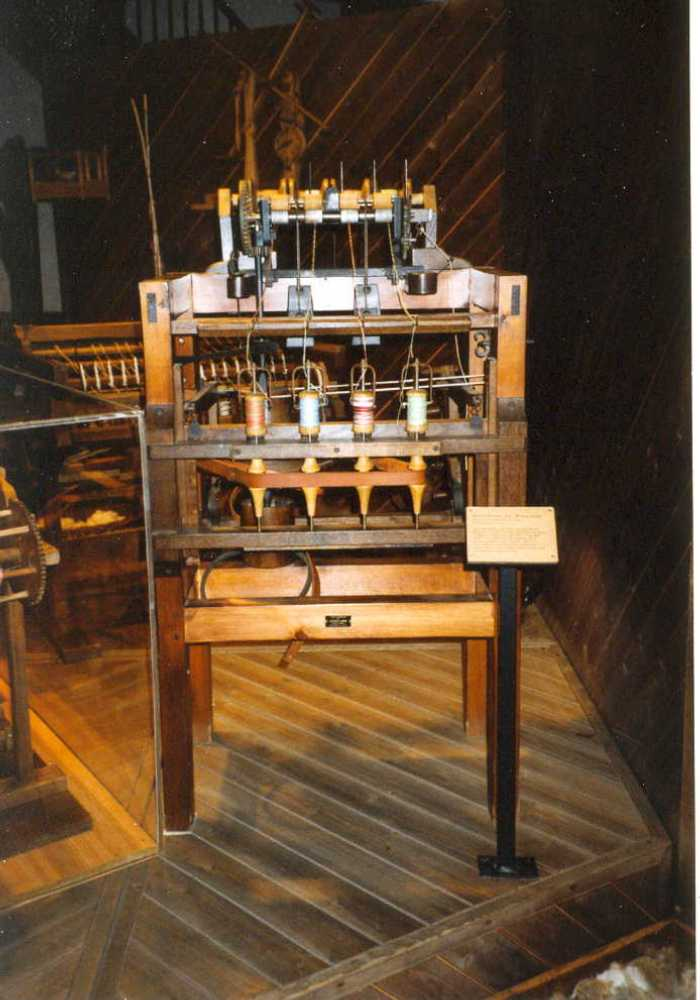
Waterframe im historischen Zentrum Wuppertal

Die Waterframe war die erste Spinnmaschine mit von Menschenkraft unabhängigem Antrieb durch ein Wasserrad. Der Name ist eine englische Wortschöpfung aus water (Wasser) und frame (Gestell, Rahmen).
Die Waterframe wurde von dem englischen Perückenmacher Richard Arkwright im Jahre 1769 erfunden und unmittelbar darauf zum Patent angemeldet. 1771 errichtete er mit ihr in Cromford die erste industrielle Baumwollspinnerei der Welt. Im Gegensatz zum technischen Vorläufer Spinning Jenny verarbeitete die Waterframe das Vormaterial kontinuierlich und konnte daher von einem Hilfsarbeiter bedient werden, der nichts anderes zu tun hatte, als gefüllte Spindeln durch leere zu ersetzen und die gerissenen Fäden wieder anzusetzen. Durch den Antrieb mit einer externen Energiequelle konnte die Waterframe eine beliebige Größe erreichen, so waren Maschinen mit mehreren hundert Spindeln keine Seltenheit. Maschinen von dieser Größenordnung konnten nur noch von Dampfmaschinen über Transmissionen angetrieben werden.
Vom Verfahren her ist die Waterframe eine Flügelspinnmaschine, heute durchwegs Flyer genannt. Dieses Verfahren findet heute noch zum Vorspinnen von Lunten Anwendung. Das Spinnen auf der Waterframe bedarf sehr langer Baumwollfasern, für die nur ganz bestimmte Arten von Baumwollsträuchern verwendet werden konnten. Die zugeführten Fasern werden dabei zwischen gewichtsbelasteten Walzen gestreckt, danach von dem drehenden Flügel verdreht und der sich ebenfalls drehenden Spindel aufgewickelt.
1783 kopierte Johann Gottfried Brügelmann die Waterframe mittels Industriespionage für die Ratinger Textilfabrik Cromford, die erste Fabrik Kontinentaleuropas. In der dortigen Dauerausstellung kann das heute weltweit einzige funktionierende Modell besichtigt werden.
Die Waterframe war im 18. Jahrhundert ein herausragendes Beispiel für die Ablösung handwerklicher Arbeit durch maschinelle Massenfertigung mit Hilfe ungelernter Hilfskräfte, und so waren es die qualifizierten Textilarbeiter, die während der Industriellen Revolution als Maschinenstürmer vor allem die Fabriken mit den Waterframes zerstörten.